# Smicroplectrus eburneus
Smicroplectrus eburneus är en stekelart som beskrevs av Mason 1956. Smicroplectrus eburneus ingår i släktet Smicroplectrus och familjen brokparasitsteklar. Inga underarter finns listade i Catalogue of Life.